# Fernanda Vásconez
Fernanda Vásconez López (1992, Quito, Ecuador) es una futbolista ecuatoriana. Fundadora y creadora de Club Ñañas.

## Biografía
Fernanda Vásconez practicó distintos deportes como la gimnasia rítmica, bicicrós, equitación y natación, pero se inclinó por el fútbol a la edad de 11 años, luego de observar un partido de fútbol femenino, esto no fue del agrado de su entrenadora de gimnasia rítmica y de sus padres al inicio, pues Fernanda había quedado 3 veces campeona nacional en dicho deporte, pero con el tiempo lo entendieron y dieron su apoyo, para luego ser parte del equipo de fútbol del colegio e incluso de la universidad. Es hermana de la también futbolista Alegría Vásconez.
Fundó el Club Ñañas de Quito, en el que juega y también para brindar apoyo a las mujeres que quieren dedicarse al fútbol. Ha sido seleccionada nacional y en el campeonato nacional ha ganado 17 veces. Jugó en la liga colombiana donde fue una vez campeona. Fue seleccionada por Boca Juniors de Argentina, con el que logró ser vicampeona, también lo fue para la liga Suiza y de Estados Unidos.
Ha recibido 4 distinciones individuales como futbolista y la Universidad San Francisco de Quito le otorgó una beca a la excelencia deportiva.